# Cirières
Cirières é uma comuna francesa na região administrativa da Nova Aquitânia, no departamento de Deux-Sèvres. Estende-se por uma área de 16,83 km². Em 2010 a comuna tinha 968 habitantes (densidade: 57,5 hab./km²).